# Cantón de Flores
Flores es el cantón número 8 de la provincia de Heredia (Costa Rica), por su área de apenas 6,96 km², es el más pequeño del país. Flores forma parte de la Gran Área Metropolitana.
En Flores aún se encuentran plantaciones de café que en su momento fue la principal actividad del cantón; hoy en día, como en casi el resto de la provincia, muchos de ellos han ido dando paso a proyectos residenciales, en el cantón se encuentra la Cervecería Costa Rica.
Su cabecera es la ciudad de San Joaquín, donde se encuentra una iglesia de piedra que data de 1865, declarada de interés arquitectónico e histórico, y la única iglesia del país en la que se celebra con frecuencia la Misa Tridentina.

## Toponimia
El nombre del cantón se otorgó en memoria del distinguido médico costarricense don Juan de Jesús Flores Umaña, quién se distinguió por su desprendimiento y espíritu humanitario, que llegó a ocupar la presidencia del Concejo de Heredia y la gobernación de la provincia del mismo nombre, así como la diputación de la Constituyente de 1880. Gracias a su gestión se construyó el mercado, el parque y un salón teatro en la casa municipal de la ciudad de Heredia. Nació el 12 de abril de 1843, en Heredia y falleció el 11 de octubre de 1903. 

## Historia
Las piezas arqueológicas encontradas en lo que hoy es el cantón de Flores, confirma que fue habitado por indígenas del llamado reino huetar de Occidente, cuyo cacique fue Garavito, territorio que formó parte de la región que se denominó durante la Colonia como Valle de Barva, en donde se fueron formando algunas haciendas de labriegos españoles, provenientes principalmente de Cartago.
El lugar se asienta en lo que se llamó en ese período como el Llano del Alto de Nuestra Señora de la Soledad de Barva, localizado entre Quebrada Seca y río Segundo, que en 1777 fue adquirido en pública subasta, efectuada en Guatemala la Nueva, por don Francisco Antonio Pérez. La medición en esos terrenos se efectuó el 26 de febrero del mencionado año; resultando una superficie de 25 caballerías, 210 y dos tercios de cuerdas y cuatro varas cuadradas. Bastantes problemas se presentaron con motivo del deslinde de esas tierras por parte de quienes tenían derechos en los territorios colindantes a Las Ánimas de Cartago (hoy distrito La Asunción del cantón de Belén) y de los pueblos originarios nativoamericanos de Barva. 
Con los años, este fundo pasó a ser propiedad de los herederos de don Francisco Antonio Pérez, quienes poco a poco lo desmembraron. Surgieron así parcelas, y esto llevó a que vecinos de lugares aledaños se afincaran definitivamente en esas tierras, muy codiciadas por su fertilidad y por su cercanía a Villa Vieja (Heredia), a Barva y a la naciente Villa Hermosa (Alajuela). 
En esos terrenos se desarrolló el paraje que se denominó Quebrada Seca y posteriormente dio origen al poblado San Joaquín; este último se menciona en 1819, en testamento de don Antonio José Salas y su mujer Gertrudis Montero.
El incipiente poblado se convirtió en el núcleo de un pequeño territorio que durante el siglo XIX fue creciendo bastante, recibiendo las categorías de barrio, cuartel y distrito del cantón Heredia. La construcción del ferrocarril al Caribe, a finales del siglo XIX, influyó considerablemente en el desarrollo de la zona, ya que al pasar la línea férrea por el pueblo se facilitó la comunicación con la capital y el litoral caribeño del país.
El primer Ayuntamiento de Heredia, que empezó a funcionar en 1813 basándose en la Constitución de Cádiz, decidió establecer escuelas en varios lugares de su jurisdicción. Fue así como al año siguiente Quebrada Seca (San Joaquín) tuvo ya una escuela. Se recuerda el establecimiento de varias escuelas privadas, como la de Doña Ramona entre los años de 1825 y 1830, la de Mana Maula Esquivel anterior a 1840, la de Baltazar Córdoba, antes de 1856 y la de doña Rafaela López, maestra alajuelense, allá por los años 1875 a 1890. Para el sostenimiento de esas escuelas los padres de familia aportaban dinero. 
La escuela pública inició labores a mitad del siglo XIX, a la que asistían sólo varones, la cual utilizó una pieza del llamado Cabildo, localizado a una cuadra al norte y otra al oeste de la esquina noroeste de la plaza que de acuerdo con la tradición el primer maestro fue don Trinidad Díaz, vecino de Heredia. La escuela para niñas comenzó a funcionar en 1876, posiblemente situada en la esquina al suroeste de la plaza y frente al lado sur de ésta. En 1890, se construyó el primer edificio para la escuela pública, situado en la esquina noroeste de la iglesia. Debido al aumento de la población estudiantil en 1913 se construyó un nuevo edificio que se ubicó, de la esquina noreste de la iglesia una cuadra al norte y media al este, el cual fue inaugurado el 15 de mayo de 1916, con el nombre de Escuela de Niñas y Varones, en la administración de don Alfredo González Flores. El actual edificio escolar se inauguró en marzo de 1944, con el nombre de Escuela de Estados Unidos de América, en el gobierno de Rafael Ángel Calderón Guardia. El Liceo Regional de Flores inició sus actividades educativas el 1 de marzo de 1966, en la administración de don Francisco Orlich Bolmarcich.
La Municipalidad de Heredia, el 13 de enero de 1845, nombró como alcalde de cuartel de San Joaquín a don Lorenzo Barrantes, este ilustre ciudadano fue un propulsor del progreso de San Joaquín por lo que, cuando se creó el cantón, al distrito segundo, Barrantes, se le asignó su apellido, en justo reconocimiento a su labor.
El Ayuntamiento de Heredia para cumplir con lo dispuesto en el artículo doce de la ley n.º 36 del 7 de diciembre de 1848, se reunió extraordinariamente tres días después, a fin de establecer los distritos parroquiales del cantón, disponiendo que San Joaquín junto con Mercedes formaran el sexto distrito de Heredia, En la demarcación de los distritos parroquiales de la provincia de Heredia, publicada en la Gaceta Oficial, el 30 de diciembre de 1862, San Joaquín junto con San Antonio aparecen como sexto del cantón de Heredia.
La primera ermita del barrio San Joaquín, construida de adobes fue bendecida en septiembre de 1855, la cual estuvo ubicada dos cuadras al oeste de la esquina noroeste de la actual iglesia. La imagen del Patrono San Joaquín, traída de Guatemala, se bendijo en 1866. En vista de que la ermita llegó a ser insuficiente para recibir a los fieles que llegaban de toda la jurisdicción del distrito, algunos vecinos empezaron a realizar gestiones para lograr uno más amplio y sólido.  Fue así como el 11 de septiembre de 1865 se colocó la primera piedra del templo actual, construcción de granito que quedó concluida en 1888 y consagrado el 4 de diciembre de ese mismo año, por Bernardo Augusto Thiel Hoffman, segundo obispo de Costa Rica.
El 22 de abril de 1898 es creada la parroquia de San Joaquín, la cual actualmente es sufragánea de la diócesis de Alajuela, de la provincia eclesiástica de Costa Rica.
En la segunda mitad del siglo XIX se instaló en San Joaquín, el primer alumbrado público, que consistió de faroles que contenían una canfinera, que diariamente se encendían al atardecer y se apagaban a las 21:00 h. En 1914 se inauguró el alumbrado eléctrico con bombillos.
En el primer gobierno de don Rafael Iglesias Castro, mediante Acuerdo Ejecutivo n.º 130 de 18 de septiembre de 1894, se inauguraron los servicios telegráficos y correos en el distrito San Joaquín.
En la administración de don Alfredo González Flores, el 12 de agosto de 1915, en ley n.º 52, se le otorgó el título de Villa a la población de San Joaquín, cabecera del cantón creado en esa oportunidad. Posteriormente el 4 de septiembre de 1969, en el gobierno de don José Joaquín Trejos Fernández, se promulga la ley n.º 4399 que le confiere a la villa, la categoría de ciudad.
El 1° de enero de 1916 se llevó a cabo la primera sesión del Concejo de Flores, integrado por los regidores propietarios, señores Dolores Víquez Vargas, Presidente, Zacarías Ramírez Víquez, Vicepresidente, y Juan Ruiz Madrigal Fiscal. El Secretario Ejecutivo fue don Joaquín Calivá y el Jefe Político don Juan Ramírez.

## Ubicación
Limita al norte con el cantón de Santa Bárbara, al noreste con el cantón de Barva, al oeste con el distrito de Río Segundo (provincia de Alajuela), al suroeste con el cantón de Belén y al sureste con el cantón de Heredia.

## Geografía
Cantón de Flores cuenta con un área de 6,75 km² y una altitud media de 1046 m s. n. m.

### Geomorfología
El cantón de Flores está constituido geológicamente por materiales de origen volcánico, tales como lavas, piroclastos y tobas del Holoceno (período del Cuaternario).
El cantón de Flores forma parte de la unidad geomórfica de origen volcánico, representado por el relleno volcánico del Valle Central, la cual corresponde a un relieve plano ondulado.

### Hidrografía
El sisterna fluvial del cantón de Flores, corresponde a la vertiente del Pacífico, el cual pertenece a la cuenca del río Grande de Tárcoles.

## División territorial administrativa
Documento Oficial de División Territorial de la República de Costa Rica
Instituto Geográfico Nacional de Costa Rica. (IGNCR).
El cantón de Flores está dividido en tres distritos:
- San Joaquín (ciudad)
- Barrantes
- Llorente

### Leyes y decretos de creación y modificaciones
- Decreto Legislativo 52 de 12 de agosto de 1915 (creación y límites de esta Unidad Administrativa, segregado de Heredia).
- Decreto Legislativo 39 de 16 de diciembre de 1922 (nueva descripción de límites cantonales).
- Ley 4399 de 4 de septiembre de 1969 (otorga el título de ciudad a la villa San Joaquín).

## Demografía
Para el año 2022, Cantón de Flores cuenta con una población estimada de 22 026 habitantes, y para el último censo efectuado, en 2011, Cantón de Flores contaba con una población de 20 037 habitantes.
De acuerdo al censo costarricense de 2011, la población del cantón era de 20 037 habitantes, de los cuales, el 7,8 % nació en el extranjero. El mismo censo destaca que había 5751 viviendas ocupadas, de las cuales, el 83,0% se encontraba en buen estado y había problemas de hacinamiento en el 2,4% de las viviendas. El 100,0% de sus habitantes vivían en áreas urbanas.
Entre otros datos, el nivel de alfabetismo del cantón es del 99,1%, con una escolaridad promedio de 10,6 años.

## Cultura

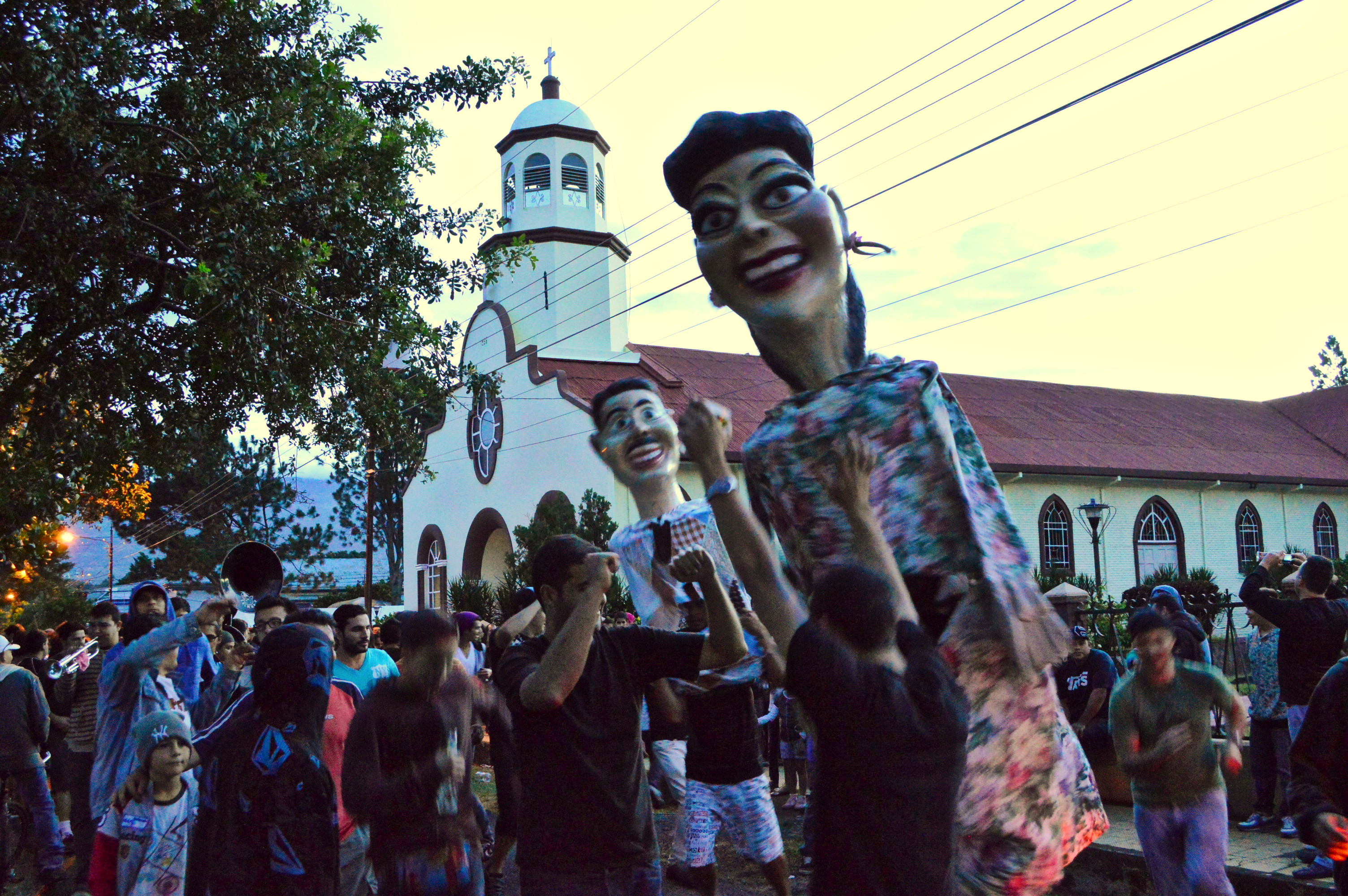
Celebración del día de San Lorenzo de Barrantes de Flores, Heredia

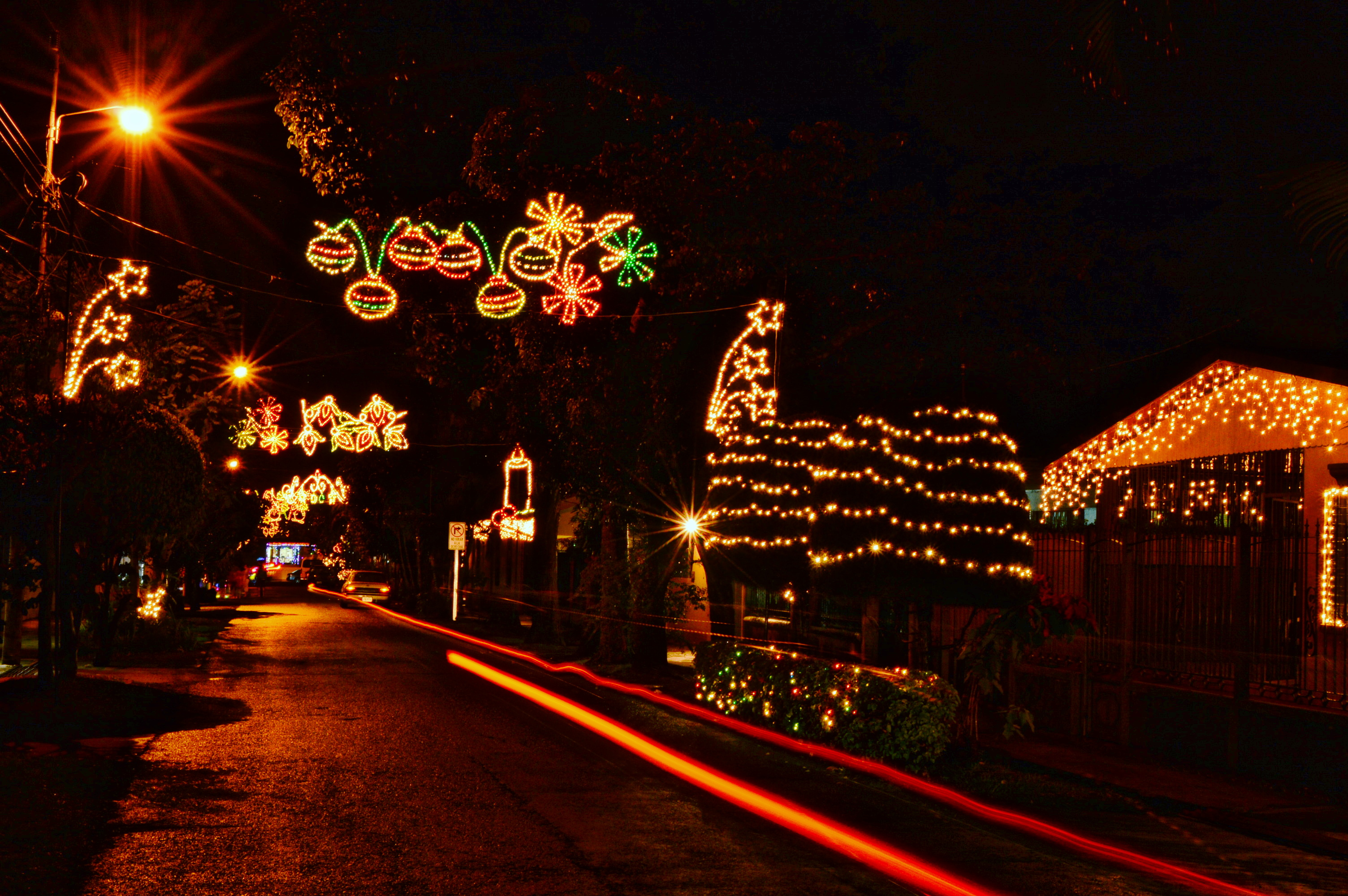
Decoración navideña en San Joaquín de Flores, Heredia

En el cantón se dan las procesiones de Semana Santa y las decoraciones navideñas que se realizan en algunas calles de San Joaquín que atraen a visitantes de otros sectores.

### Deportes
A nivel deportivo son las escuadras de AD Floreña y la AD San Lorenzo (enlace roto disponible en Internet Archive; véase el historial, la primera versión y la última).. Los cuales fueron los clubes de fútbol más importantes de este cantón herediano, y teniendo como referencia al Kodak F.C y Deportivo Llorente.

### Educación
En el año 1890 se construyó el primer edificio público para escuela y en la ciudad cabecera el actual edificio escolar en inauguró en 1944 con el nombre de Escuela Estados Unidos de América. En 1966 inició funciones el Liceo Regional de Flores. 

### Gastronomía
El cantón de Flores ha tomado fama por sus famosos helados de sorbetera.

### Símbolos del cantón

#### Himno
- Wikisource contiene obras originales de o sobre Cantón de Flores.

El alcalde del momento [¿cuándo?] Eder José Ramírez Segura, presentó una moción en el Concejo municipal proponiendo que la composición musical de Víctor José Víquez Aguilar (letra) y de Jeremy Ramírez Bejarano (música) titulada: "Himno al cantón de Flores", fuera declarado himno oficial del cantón, en dicha sesión los regidores, de forma unánime, aprobaron la moción.
Este himno fue presentado en un acto oficial el 23 de octubre del 2021, en el que se presentó el himno en vivo y bailes típicos a cargo de la Asociación de Proyección Folclórica Floreño.

#### Bandera
Fue creada por Jeffry Carballo Vargas en 2021, quién se destaca por ser docente e ingeniero de informática.  La misma, está constituida por dos divisiones que representan la localización del canto ubicado entre Quebrada Seca y Río Segundo, una división de color verde y otra amarilla. Colores de tradición y representativos que hacen referencia a los jardines del templo parroquial y a los árboles de corteza amarilla, estos colores también fueron utilizados en eventos deportivos en el pasado. 
En el costado inferior derecho se ubican dos ramas de café unidas que simbolizan la historia cafetalera del cantón, la unidad del pueblo y su gente amistosa. Posee dos líneas verticales delgadas de color verde, las cuales representan las líneas férreas que atraviesan el cantón comunicando Heredia y Alajuela. 
Por último, posee tres estrellas verdes que simbolizan los tres distritos: San Joaquín, Barrantes y Llorente.

## Economía
Según el censo costarricense de 2011, la población económicamente activa se distribuye de la siguiente manera:
- Sector Primario: 1,9%
- Sector Secundario: 24,0%
- Sector Terciario: 74,1%

## Transporte
San Joaquín se ubica a cuatro kilómetros al oeste de la ciudad de Heredia y es atravesada por la línea férrea que comunica a la ciudad de Heredia con la de Alajuela, así mismo por el cantón corre la principal radial que comunica también a ambas ciudades.

### Carreteras
Al cantón lo atraviesan las siguientes rutas nacionales de carretera:
- Ruta nacional 3
- Ruta nacional 119
- Ruta nacional 123
- Ruta nacional 129

### Ferrocarril
El Tren Interurbano administrado por el Instituto Costarricense de Ferrocarriles, atraviesa este cantón.